# Anjana Appachana
Anjana Appachana, née en 1972 dans le district de Kodagu, est une romancière, nouvelliste américaine d'origine indienne. 

## Biographie
Anjana Appachana a grandi en Inde dans une famille kodava (de langue kodagu), après ses études secondaires au Scindia Kanya Vidyalaya, elle a étudié à l'université de Delhi et à l'Université Jawaharlal Nehru  avant de rejoindre les États-Unis pour étudier à l'université d'État de Pennsylvanie,. Elle a reçu un prix O. Henry pour sa nouvelle Her Mother intégrée dans le recueil Mes seuls dieux. Elle a également bénéficié d'une bourse du National Endowment for the Arts.
Anjana Appachana réside à Tempe dans l'état de l'Arizona,.

## Œuvres

### Roman
L année des secrets 
2013  (en) Listening Now, Random House, 1998, 515 p. (ISBN 978-0-679-45215-7).

### Nouvelles
- (en) Incantations and Other Stories, Rutgers University Press, 1991, 160 p. (ISBN 978-0-8135-1828-2)

### Livres traduits en français
- Mes seuls Dieux : nouvelles  (trad. de l'anglais par Alain Porte), Paris, Zulma, 14 mai 2010, 298 p. (ISBN 978-2-84304-509-7),
- L'Année des secrets : roman  (trad. de l'anglais par Catherine Richard), Paris, Zulma, 7 février 2013, 591 p. (ISBN 978-2-84304-595-0)
- Le fantôme de la barsati  (trad. Alain Porte), Zulma, 20 juin 2013, 65 p.(ASIN B01A6WZ4SE)

## Distinctions
- 1995 : boursière du  National Endowment for the Arts[7]